# Record News Maranhão
Record News Maranhão é uma emissora de televisão brasileira sediada em São Luís, capital do estado do Maranhão. Opera no canal 23 (22 UHF digital), e é afiliada à Record News. Pertence ao Sistema Guará de Radiodifusão, de propriedade do deputado federal Cléber Verde.

## História

### Antecedentes
A TV Tropical entrou no ar em 13 de agosto de 2003, fundada pelo empresário Sérgio Salomão, tendo como afiliação a CNT, mas logo a deixa pela TV Diário. Após a saída da TV Diário das parabólicas em 2009, devido a pressão das Organizações Globo ao Sistema Verdes Mares para a retirada da rede, a TV Tropical começou a improvisar na programação, afiliando-se novamente com a CNT e depois com a NGT e a Ulbra TV, todas por um curto período de tempo, até colocar clipes no ar, na tentativa de tentar recuperar a audiência. No mesmo ano, a TV Tropical firmou parceria com a Record News, para retransmissão de sinal. No dia 5 de junho de 2009, às 19h, a TV Tropical era oficialmente extinta, entrando em seu lugar a Record News São Luís.
Em dezembro de 2010, Léo Felipe, dono da Alegria Produções (administradora da Record News São Luís), desiste do arrendamento da emissora, que ocorria desde 2007. Segundo o blogueiro Décio Sá, o fim do comando do Léo Felipe nos negócios na emissora acabou conturbado, devido a briga entre os sócios do grupo Alegria Produções sobre administração da empresa e as organizações dos eventos realizados em São Luís.
Com isso, todos os comerciais da Alegria Produções exibidos desde a época da TV Tropical deixaram de serem veiculados. Devido à desistência de Léo Felipe, o empresário Sérgio Salomão decide voltar a negociar com o empresário Roberto Albuquerque, presidente do Grupo Dalcar, que tentou comprar a emissora antes do arrendamento feito por Felipe ainda nos tempos da TV Tropical.
Em 31 de dezembro, o blogueiro Décio Sá anunciou que o empresário Roberto Albuquerque, comprou a emissora e todas as suas instalações, além de um terreno ao lado da sede da emissora com o propósito de expandir as suas edificações. Embora o valor do negócio não tivesse sido revelado, estima-se que o valor da compra da emissora foi acima de R$ 5.000.000,000.
Em 3 de janeiro de 2011, Roberto Albuquerque assume totalmente o controle da emissora e no mesmo mês, convida a cúpula da Record News para conhecer as novas instalações, o que ocorre no final do mês. Entre os meses de janeiro e junho, vão sendo feitos os preparativos para a inauguração de um novo canal de TV na cidade. Em 21 de junho, a Record News São Luís é extinta e entra em seu lugar a TV Guará.

### TV Guará (2011 - 2025)

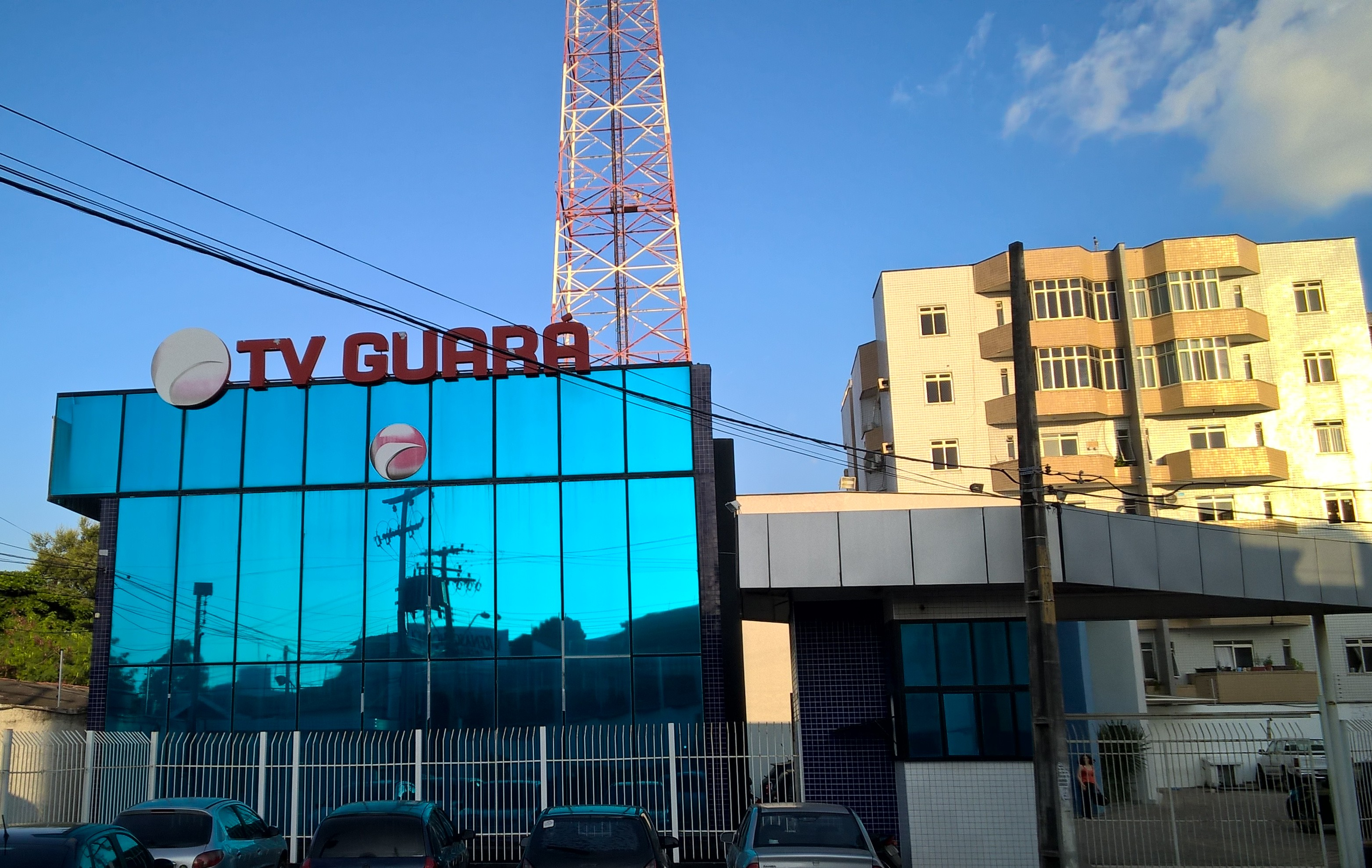
Sede da emissora, localizada no bairro Renascença.

Logotipo da TV Guará entre 2011 e 2025.

A TV Guará foi fundada numa terça-feira, 21 de junho de 2011. A festa de lançamento da emissora foi no Espaço Renascença, em São Luís, onde participaram vários empresários, políticos (especialmente a cúpula da Assembleia Legislativa), jornalistas, profissionais da mídia e vários outros convidados. Foi apresentada no evento toda a nova programação local da TV Guará.
Nos primeiros dias de 2012, a TV Guará anunciou mudanças em sua programação local nos intervalos comerciais e programas locais. Com o objetivo de colocar no ar um jornalismo com o padrão da Record News, a emissora lançou a sua nova sede, que começou a ser construída no ano de 2011, ainda quando a emissora se chamava Record News São Luís. As novas instalações contam com novos estúdios, ilhas de edição e switchers, além de um novíssimo newsroom, de onde o Guará News e o Maranhão Acontece passaram a ser apresentados.
Em 10 de novembro, cinco dias após a Record News ter demitido 70% de seus funcionários (cerca de 40 funcionários, entre eles 25 jornalistas) e extinguido quase 10 programas, alegando um prejuízo de mais de R$ 200 milhões de reais desde a sua criação em 2007, o empresário Roberto Albuquerque afirma que as mudanças na programação da rede levarão a TV Guará a fazer mais inserções de notícias na programação nacional e a ampliar a programação local, que até então era limitada a apenas algumas horas.
Em 10 de janeiro de 2013, Roberto Albuquerque convidou os presidentes da Rede Record (Alexandre Raposo) e Record News (Manoel Silva) para a inauguração de sua nova sede em São Luís e para o anúncio da sua nova programação, com novos 9 programas para a grade. No mesmo dia, Daniela Bandeira, apresentadora do Maranhão Acontece fez uma participação ao vivo no Jornal da Record News, direto da redação da emissora.
Em janeiro de 2015, a emissora anunciou novidades para o ano de 2015: novos cenários e programas locais, a contratação de novos apresentadores e também que iniciaria a expansão do seu sinal para o interior do estado, instalando retransmissoras nas cidades de Caxias, Pindaré-Mirim e Bacabal. Porém, a TV Guará possui concessão de RTV (Retransmissora de TV), o que impede a emissora de expandir seu sinal para o interior.
No fim de 2020, após mais de uma década de afiliação com a Record News, a TV Guará inicia negociações para retransmitir o sinal da TV Cultura, que até então tinha como afiliada a TV Maranhense na Grande São Luís, mas por questões contratuais com a então parceira, a troca só pode ser efetivada no segundo semestre de 2021. Com o fim do seu contrato, a TV Maranhense deixou a TV Cultura em 1.º de setembro, enquanto a TV Guará optou por juntar-se à nova rede uma semana depois, em 8 de setembro, data do aniversário de 409 anos de São Luís.
A troca de afiliação ocorreu na noite do dia 7, às 23h49, enquanto era exibida uma edição do programa Zapping. A atração foi então subitamente interrompida por um curto intervalo comercial, seguido de um inusitado institucional que satirizava os programas religiosos da Igreja Universal do Reino de Deus exibidos pela Record News naquela mesma faixa horária, feito pelo humorista e radialista da Rádio Guará, Andrew Barros. Vestido como um pastor, o humorista apresentava uma garrafa de "água abençoada de Jerusalém", que ao ser tomada, transformava a pessoa "na sua melhor versão". Ele então toma a água, transformando-se num roqueiro (enquanto a garrafa de água torna-se uma garrafa de vodca), e começa a interpretar junto com outros funcionários do canal, uma dublagem da música "Igreja Universal do Reino do Rock", da banda Motorocker. Ao fim da apresentação, surgiu na tela um slide de colorbars com a palavra "ALELUIA", enquanto ao fundo era executada a música "Orai e Vigiai", de Falcão & Barão Vermelho, seguida de "Roda Viva", de Chico Buarque & MPB4, que por anos havia sido tema do programa homônimo exibido pela TV Cultura. Pontualmente à meia-noite, o slide foi cortado e entraram no ar os momentos finais de uma edição do programa Café Filosófico, abrindo então a afiliação com a nova rede.
Em 2022, a emissora foi adquirida pelo deputado federal Cléber Verde.

### Record News Maranhão (desde 2025)
No dia 6 de junho de 2025, a TV Guará troca a afiliação da TV Cultura pela Record News, na qual era afiliada em 2011. No mesmo dia de troca de afiliação, a TV Guará muda de nome para Record News Maranhão.

## Sinal digital
| Canal virtual | Canal digital | Resolução de tela | Programação                                                 |
| ------------- | ------------- | ----------------- | ----------------------------------------------------------- |
| 23.1          | 22 UHF        | 1080i             | Programação principal da Record News Maranhão / Record News |

O sinal digital da emissora entrou em fase de testes em 5 de junho de 2011, exibindo com transmissão em potência baixa um slide com o nome "TV GUARÁ HD". Na época a emissora ainda se chamava Record News São Luís, e estava em fase de transição para o novo nome, que ainda não era de conhecimento do público e da imprensa. O sinal digital passou a operar definitivamente após a inauguração da emissora, em 21 de junho, exibindo a programação em 4:3 Widescreen. A TV Guará passou a exibir sua programação na proporção correta (1080i) apenas em julho de 2015, embora os programas da emissora fossem produzidos em alta definição desde a sua fundação em 2011.
Transição para o sinal digital
Com base no decreto federal de transição das emissoras de TV brasileiras do sinal analógico para o digital, a TV Guará, bem como as outras emissoras de São Luís e região metropolitana, cessou suas transmissões pelo canal 23 UHF em 28 de março de 2018, seguindo o cronograma oficial da ANATEL. No dia do desligamento, foi apresentada uma edição especial do Voz das Ruas sobre o tema. Num segmento pré-gravado, o apresentador Danilo Quixaba "desligou" o sinal analógico no controle-mestre, encerrando o programa. Simultaneamente, às 13h35, o transmissor analógico da emissora também foi desligado, tirando o sinal do ar. A TV Guará já havia iniciado o processo de transição ainda em 2016, desligando seu sinal analógico durante as madrugadas e deixando apenas o sinal digital no ar.

### Jornalismo
Em seu primeiro dia no ar, a emissora extinguiu os jornalísticos até então exibidos pela Record News São Luís e apresentou os telejornais Guará News, apresentado por Bianka Nogueira (faixa do meio-dia) e Maranhão Acontece, apresentado por Hugo Reis e Daniela Bandeira (faixa noturna), ambos no ar até hoje. O antigo Esporte Record News Local foi substituído pelo Esporte Guará News, apresentado por Juracy Vieira e Juracy Vieira Filho.
No decorrer dos meses, os programas De Olho em Você, jornalístico policial apresentado por Jânio Arlei, e O Povo com a Palavra, apresentado por Jairzinho da Silva, deixaram a TV Maranhense e migraram para a TV Guará.
Em 22 de fevereiro de 2012, o cronista esportivo Juracy Vieira, que apresentava o Esporte Guará News, morreu aos 66 anos, após complicações oriundas de problemas cardíacos. Com a morte do apresentador, o programa passa a ser apresentado por Ana Thereza, mas pouco tempo depois é tirado do ar, retornando apenas em 2014, e sendo apresentado apenas aos sábados.
Em 4 de janeiro de 2013, o apresentador do programa O Povo com a Palavra e ex-radialista Jairzinho da Silva, foi encontrado morto no apartamento em que morava em São Luís, após ter sofrido um infarto. A emissora, publicou uma nota de pesar no Facebook lamentado a morte do apresentador, e no lugar do programa que seria exibido naquele dia, foi feito um especial com alguns amigos pessoais: Robson Neres (TV Cidade), Raimundo Filho (diretor da Rádio Difusora), Helena Leite (radialista) e George Abdalla (colega da carreira política). Após a morte do apresentador, o programa O Povo com a Palavra, que era apresentado por Jairzinho desde a época da TV Maranhense, acabou por ser extinto, e em seu lugar a TV Guará passou a exibir o Record News Paulista, gerado pela Record News.
Em fevereiro, a emissora anuncia a contratação de novos apresentadores: José Raimundo Rodrigues (ex-TV Difusora), o médico Chico Viana (ex-TVs Cidade e São Luís, vereador de São Luís de 2009 a 2012) e Mônica Moreira Lima (ex-TV Cidade e TV Maranhense).
Em 18 de fevereiro, com o lançamento da nova grade da emissora, estreou o jornalístico S.O.S Guará, apresentado por Mônica Moreira Lima, às 18h30, e no fim de noite, o telejornal Dia News, que resumia as notícias dadas ao longo do dia, apresentado por Hugo Reis. Em 23 de fevereiro, também estreou a revista eletrônica Almanaque Guará, resumindo os fatos jornalísticos transmitidos pela emissora no decorrer da semana.
Em 24 de março, Chico Viana passa a apresentar o programa Na Boca da Noite no mesmo horário do extinto programa O Povo com a Palavra, apresentado por Jairzinho da Silva, falecido no início do ano. Viana estava fora do ar na TV desde que havia deixado o São Luís Debate da TV São Luís, em 2008, e até então dedicava-se a sua carreira política como vereador. O programa ficou no ar até o fim do ano, quando passou a ser apresentado por Mônica Moreira Lima pouco antes de ser extinto.
Em agosto, Roberto Albuquerque fecha a contratação de Natanael Júnior para a direção de produção da TV Guará. Natanael havia sido diretor de TV da TV Tropical e também da TV Cidade, onde foi diretor do Balanço Geral MA (transformado no programa de maior audiência da televisão maranhense) e também de outros programas da casa, de onde saiu após a polêmica do festival de rock Metal Open Air. Pouco depois da contratação, a então diretora de jornalismo da emissora, Ameliane Araújo, deixou o cargo, que também acabou sendo assumido por Natanel Júnior.
Em outubro, estreou nas tardes da emissora o jornalístico VDR - Voz das Ruas, apresentado por Heider Lucena. O programa adota a linha do jornalismo comunitário, com matérias sobre os problemas sociais e as dificuldades da população, além do quadro "Blog x Blog", que reúne semanalmente dois blogueiros maranhense para um embate de ideias no programa. O VDR foi um dos primeiros programas criados por Natanael Júnior à frente da direção da emissora.
Em 20 de fevereiro de 2014, às 18h, estreou o jornalístico policial Ronda 23, apresentado por Ivan Lima, recém saído da TV Cidade, onde era repórter do Qual é a Bronca?.
Em 2 de junho, estreou o Jornal da Guará, apresentado por Emanoel Pascoal, em substituição ao Dia News. O telejornal também adotou a participação diária do jornalista Marcus Saldanha, responsável pela análise política do jornal. Também fazia parte do quadro fixo, a jornalista Ádria Rodrigues.
Em 16 de junho, a emissora passou a ter duas inserções jornalísticas de 10 minutos na Record News, que vão ao ar diariamente às 9h00 e às 16h00.
Nas Eleições 2014, a TV Guará notabilizou-se por realizar uma das maiores coberturas jornalísticas desde a sua fundação. Em parceria com o Jornal Pequeno, a emissora contratou o Instituto Exata/FIEMA, único instituto a acertar todas as pesquisas de intenção de voto para governador, senador e presidente com resultados próximos aos da votação real. Em 5 de outubro, em um fato inédito na televisão maranhense, a emissora cobriu ininterruptamente das 7h00 às 23h00 (16 horas seguidas) todo o pleito eleitoral de forma local, desde o início e fechamento das votações, apuração dos votos e divulgação dos resultados, abrindo espaço apenas para os flashes da Record News sobre a disputa presidencial.
Em 23 de outubro, após uma semana de adiamento, estreou o programa especial Projeto Transição, apresentado por Américo Azevedo Neto e pelo analista político Marcus Saldanha, e que visava discutir a transição de governo entre Roseana Sarney e Flávio Dino, candidato a governador do Maranhão eleito nas eleições, através de debates e entrevistas para esclarecimento de dúvidas do eleitor sobre a nova fase da política maranhense. O programa era exibido as quintas, e ficou no ar até 25 de dezembro, uma semana antes da posse do governador, que ganhou uma cobertura especial da emissora.
Em 26 de janeiro de 2015, o Guará News ganha um cenário próprio, deixando de ser apresentado na redação da emissora. O Maranhão Esporte é extinto e substituído pelo Esporte Guará, que deixava os sábados para ser apresentado diariamente por Fidelix Neto e Ana Thereza. Estreou também o novo VDR, agora apresentado por Sérgio Murilo, ex-apresentador do Balanço Geral MA na TV Cidade.
Em 1º de abril, o jornalista José Raimundo Rodrigues deixa a emissora, migrando para a TV Maranhense, onde re-estreou o MATV em 18 de maio. No mesmo mês, o Ronda 23 passa a ser apresentado por Franco Monte, após Ivan Lima ser contratado pela TV Meio Norte Maranhão.
Em 3 de agosto, o Ronda 23 é reformulado, e passa a ser apresentado por Laércio Júnior, enquanto Franco Monte passa a fazer reportagens para o programa. Com a estreia do humorístico Bar do Bigode em 18 de agosto, o jornalístico perde 20 minutos de duração, e passa a ter início às 18h20.
Em 29 de abril de 2016, o apresentador Sérgio Murilo deixou o comando do VDR e retornou para a TV Cidade. Com isso, o programa passou a ser apresentado por Jairon Martins, que foi promovido a âncora.

### Entretenimento
Em seu primeiro dia no ar, a emissora apresentou o Programa M, sobre o mundo feminino, e apresentado por Paula Veloso, às 12h30; o talk-show Inspirar, apresentado por Cidinho Marques, às 18h00; e o talk-show Avesso, apresentado por Américo Azevedo Neto no horário nobre. Após alguns meses,  o programa de variedades K.now, exibido desde 2005 pela TV Maranhense, migrou para a emissora.
Em 4 de março de 2012, o programa musical de reggae África Brasil Caribe, apresentado por Ademar Danilo entre as décadas de 1990 e 2000 na TV São Luís, volta a ser exibido na TV Guará, sendo exibido de segunda à sexta à meia-noite, embora a emissora anunciasse sua exibição para as 12h30 de sábado. Pouco antes da sua extinção no fim do ano, o programa passou a ser exibido apenas aos sábados, às 7h00. Ainda em fevereiro, estreou também o independente O Imparcial na TV (baseado no jornal impresso O Imparcial, dos Diários Associados), nas manhãs de domingo.
Em 18 de fevereiro de 2013, com a estreia da nova grade da emissora, estrearam os programas Viva Bem, apresentado por Virgínia Aragão, e o MATV, apresentado por José Raimundo Rodrigues, e que até então era apresentado na TV Difusora. O Programa M, que até então era apenas um programa de entrevistas, é reforçado com novos quadros e colunistas: a expert em moda e blogueira Thadna Azevedo como a "Repórter M"; a psicóloga Giana Mohana fala sobre comportamento feminino; a pediatra Dilma Farias fala sobre saúde infantil; a médica Hosana Reis traz informações sobre medicina preventiva e anti-idade; a advogada Ananda Farias fala sobre direito feminino, e a pedagoga Elizabeth Rodrigues discorre sobre educação. A reformulação do programa passa a contar ainda em sua equipe com as participações especiais da cantora Fabrícia Almeida no quadro "Rádio M" e da fotógrafa Gaby Ferraz.
Em 23 de fevereiro, estrearam os programas semanais ClubCult, apresentado por Letícia Oliveira, trazendo toda a rica cultura no Maranhão, e No Bairro, apresentado por José Paronetto Neto, trazendo tudo que acontece nos bairros da ilha de São Luís. No final do mês, também estrearam os programas culinários Sommelier, apresentado por Afrânio Freitas, e Dicas da Chef, apresentado por Célia Rossetti.
Em 4 de março, o K.now, apresentado por Karla Bianka, passou a ser exibido de segunda à sexta, antes do MATV. Em 14 de março, estreou às 23h00 o humorístico Papo de Cumadre, apresentado pelos atores da peça teatral Pão com Ovo, com os personagens Clarisse (César Boaes), Dijé (Adeílson Santos) e Zé Maria (Charles Júnior), sucesso de público em anos anteriores.
Em 6 de fevereiro de 2015, nas madrugadas de sexta para sábado, a emissora reestreou após 11 anos o polêmico Zoom Zoom Noturno, apresentado por Luiz Fernando Pinto, e mantendo as mesmas características de quando havia sido apresentado entre 1985 e 2004 pela TV Difusora, TV Cidade e TV Tropical, respectivamente.
Em 24 de maio, após quase um ano de hiato, estreou a nova temporada do programa Papo de Cumadre, agora, apresentado aos domingos. Em 18 de junho, estreou o programa humorístico Bar do Bigode, apresentado pelos humoristas Gilvan Ferreira, Edivaldo Ferreira, Márcio Ceará e Arilsson Ferreira. Em 2 de setembro, o programa Sucesso, até então apresentado na TV Cidade, estreia na TV Guará, sob a apresentação de Rejany Braga. Ainda em 2015, o programa Sem Vergonha, apresentado por Mônica Moreira Lima, deixa a grade da emissora.
Em 23 de junho de 2016, estreou às quintas o talk show Jacieny Dias Entrevista, apresentado por Jacieny Dias, editora da revista Estilos.

### Transmissões esportivas
Em fevereiro de 2015, a emissora assinou contrato com a Federação Maranhense de Futebol para transmissão do Campeonato Maranhense de Futebol entre os anos de 2015 e 2019, se tornando a emissora oficial da competição. Até então, o torneio já havia sido transmitido pela TV Mirante e pela TV Difusora, e era exibido na TV por assinatura pelo Esporte Interativo desde 2013. O primeiro jogo a ser transmitido foi a partida entre Moto Club e Cordino, realizada em 1º de fevereiro, apenas para testes de equipamentos, tendo a cobertura oficial sido iniciada no domingo seguinte (8 de fevereiro), com a transmissão do jogo Sampaio Corrêa e Balsas. Em 2017, a Federação Maranhense de Futebol rompeu o contrato com a emissora e assinou novamente com a TV Difusora para a transmissão da competição.

## Transmissões especiais

### Carnaval de São Luís
A TV Guará transmitiu em 2016 o desfile das escolas de samba de São Luís, que foi transmitido até metade da década de 2000 pela TV Difusora e entre 2009 e 2010 por suas antecessoras, TV Tropical e Record News São Luís.

### Festas juninas
Em junho de 2012, a emissora, em parceria com a Record News, transmitiu ao vivo para todo o Brasil diretamente de São Luís os festejos de São João, no programa especial denominado, São Luís, Ilha do São João. O evento foi transmitido direto da Praça Maria Aragão, com a participação dos apresentadores Amanda Françozo e William Leite, que foram enviados pela Record News para fazer a transmissão, além dos comentários de Américo Azevedo e de convidados especiais.

## Controvérsias

### Eleições 2012
No dia 15 de outubro de 2012, foi anunciado pelos representantes dos candidatos Edivaldo Holanda Júnior (PTC) e João Castelo (PSDB), o primeiro debate entre os candidatos a prefeito de São Luís na disputa do segundo turno, que era previsto para ser realizado no dia 21 de outubro, às 21h00 com duração de uma hora, e mediação do jornalista Hugo Reis.
No entanto, logo após ser anunciada pelos representantes dos candidatos a data de realização do debate, jornalistas da imprensa especializada criticaram a emissora, alegando terem sido pegos de surpresa com o anúncio e que não foram avisados antecipadamente, além de criticarem a falta de critério de convite para os interessados em acompanhar o debate.
Veio a tona também, o suposto apoio dado à emissora ao candidato João Castelo, cujo proprietário, Roberto Albuquerque, é grande amigo. Apesar das relações de amizade entre o candidato e o empresário virem de longas datas registradas na imprensa local e em aparições públicas, a relação entre eles só foi exposta abertamente pela imprensa ao meio político durante as vésperas da realização do segundo turno eleitoral, por conta do anúncio do debate e da doação de R$ 1.500.000,000 doados a campanha de Castelo por meio da Cauê Veículos.
Mesmo após as críticas dos jornalistas, a TV Guará confirmava a transmissão do debate através de chamadas exibidas em intervalos comerciais. A assessoria de comunicação e jurídica do candidato Edivaldo Holanda Júnior tentou de todas as formas entendimento através de um ofício enviado a direção da emissora, mas o veículo de comunicação simplesmente não respondeu.
No dia 20 de outubro, véspera do debate, diante à negativa da emissora de responder o ofício, o candidato Edivaldo Holanda Júnior decidiu não participar do debate político, por não concordar com as regras impostas pela emissora (o que é proibido na Lei Eleitoral para evitar tratamento privilegiado à determinado candidato). No entanto, horas depois, a TV Guará negou qualquer irregularidade ou parcialidade denunciada pelo candidato, e mencionou que o ofício enviado por sua assessoria fora respondido pela emissora.
Após a recusa de Edivaldo, a emissora não teve outra alternativa a não ser cancelar o debate. No dia 21 de outubro, durante o horário previsto, a emissora exibiu ao vivo um anúncio feito pelo jornalista Hugo Reis sobre o cancelamento do debate, e também criticou a postura de Edivaldo Holanda Júnior em ter anunciado a sua desistência horas antes da realização do mesmo.

### Manifestações de 2013
Na noite do dia 22 de junho, em meio aos protestos nacionais que chegaram à São Luís, a repórter da TV Guará, Ádria Rodrigues, e o cinegrafista Marcos Jacob foram agredidos quando tentavam registrar imagens de um quebra-quebra promovido por vândalos na Praça Pedro II. A repórter sofreu arranhões e o cinegrafista chegou a receber pedradas, mas ambos foram atendidos no local pela Polícia Militar.